# Ahmet Delić
Ahmet Delić (Priboj, 1986. február 17.) szerb–osztrák labdarúgó.
A 181 cm magas középpályás az ESV Schwarzenau, az SV Waidhofen és az SV Horn csapataiban nevelkedett. Utóbbi csapatnak 2003 nyaráig volt tagja, ekkor igazolt el az FC Admira Wackerhez. A mödlingieknél a második csapat tagja volt, a 2006/2007-es szezonra került fel a nagycsapathoz. A szezon után klubot váltott: a német Rot-Weiß Oberhausenhez csatlakozott. A vörös-fehérektől 2008 nyarán távozott: visszatért Ausztriába, az SKN Sankt Pölten csapatához. 1 év elteltével innen is távozott, az SC/ESV Parndorfhoz. Fél év elmúltával, 2010 tavaszán az SC Ostbahn XI csapata igazolta le.
A Zalaegerszeg csapatához 2010 nyarán igazolt, szerződése 2012. június 30-ig él.